# Municipio de St. Andrews
El municipio de St. Andrews (en inglés: St. Andrews Township) es un municipio ubicado en el condado de Walsh en el estado estadounidense de Dakota del Norte. En el año 2010 tenía una población de 52 habitantes y una densidad poblacional de 0,55 personas por km².

## Geografía
El municipio de St. Andrews se encuentra ubicado en las coordenadas 48°29′32″N 97°12′7″O / 48.49222, -97.20194. Según la Oficina del Censo de los Estados Unidos, el municipio tiene una superficie total de 95.35 km², de la cual 94,13 km² corresponden a tierra firme y (1,28 %) 1,22 km² es agua.

## Demografía
Según el censo de 2010, había 52 personas residiendo en el municipio de St. Andrews. La densidad de población era de 0,55 hab./km². De los 52 habitantes, el municipio de St. Andrews estaba compuesto por el 94,23 % blancos y el 5,77 % eran de una mezcla de razas. Del total de la población el 5,77 % eran hispanos o latinos de cualquier raza.